# Asociación Nacional de Fomento Económico
La Asociación Nacional de Fomento Económico  (ANFE) es un instituto de investigación costarricense con sede en la capital de ese país. La asociación se dedica a la promoción de las ideas liberales clásicas como la apertura económica, la responsabilidad fiscal y la libertad individual. La Asociación Nacional de Fomento Económico es miembro de la RELIAL (Red Liberal de América Latina), de la Red Mundial Atlas y de la (FIL) Fundación Internacional para la Libertad que preside el Premio Nobel de Literatura Mario Vargas Llosa. 
Asimismo es contraparte de la Fundación Friedrich Naumann para la Libertad (FFN) y recibe patrocino de la Fundación Academia Studium. ANFE es una entidad de carácter privado, independiente, no partidista, no gubernamental y sin fines de lucro. Su misión es promover el mejor interés y la utilidad común en la sociedad, a través de la promoción y la defensa de la libertad individual en todos sus aspectos. 
Para garantizar su independencia, ANFE no acepta financiamiento del Estado y desarrolla su trabajo gracias a los aportes de sus asociados y la generosidad de donantes individuales y corporativos.

## Junta Directiva
Su actual Junta Directiva, está integrada por los siguientes miembros:
- Presidente: Mario Buzo Orozco
- Vicepresidente: Daniel Suchar Zomer
- Secretario: Fernanda Arroyo
- Secretario suplente: Vacante
- Tesorero: Vacante
- Tesorero suplente: Juan Carlos Castro
- Vocal: Laura Sauma
- Fiscal: Federico Malavassi

## Historia
La ANFE se fundó en 1958 para promover políticas públicas en beneficio de la empresa privada y el crecimiento económico. Durante su existencia ha sido visitada por notables economistas como Ludwig von Mises o Friedrich Hayek. La Asociación fue declarada de interés nacional en 1983 por decreto ejecutivo del entonces presidente Luis Alberto Monge Álvarez. En la actualidad se destaca por la organización de seminarios, foros y paneles para favorecer la libertad económica, los derechos de propiedad y la libertad individual en general. 
Durante la mayoría de su historia ha puesto como uno de sus principales objetivos el inculcar una cultura de gasto público responsable con el fin de que el Estado pueda cumplir con sus obligaciones y no perjudique a los grupos vulnerables con crisis innecesarias.